# 徐向国
徐向国（1971年6月—），男，蒙古族，内蒙古赤峰人，中华人民共和国政治人物。1994年7月参加工作，1992年7月加入中国共产党，黑龙江矿业学院采矿工程专业大学毕业，2006年6月东北林业大学森林工程专业在职研究生毕业，获工学博士学位。

## 生平
曾任大兴安岭地区行政公署行署专员、大兴安岭地区地委书记、黑龙江省人民政府党组成员、副省长。
2024年6月，任中共黑龙江省委常委，省委秘书长。